# 新伊萬尼夫卡 (新烏斯佩尼夫卡市鎮)
47°3′27″N 35°4′20″E / 47.05750°N 35.07222°E
新伊萬尼夫卡（烏克蘭語：Новоіванівка）是位於烏克蘭東南部的村莊，由扎波羅熱州梅利托波爾區的新烏斯佩尼夫卡市鎮負責管轄。該村面積3.78平方公里，海拔高度72米，2001年人口582，人口密度每平方公里154人。